# Церква Успення Пресвятої Богородиці (Дубенка)
Церква Успення Пресвятої Богородиці в Дубенці — парафія і храм греко-католицької громади Монастириського деканату Бучацької єпархії Української греко-католицької церкви в селі Дубенка Чортківського району Тернопільської области.

## Історія церкви
З 1841 року громада села Дубенка належала до парафії міста Монастириська. У 1900-х роках вона перейшла до парафії сіл Велеснів і Залісся. У 1938 році за декретом єпископа Григорія Хомишина громада стала окремою парафією з власним священником.
Церква Успення Пресвятої Богородиці, збудована у 1864 році на місці старої дерев'яної, що згоріла, була мурованою з тесаного каменю. Поряд розташована така ж кам'яна дзвіниця. Храм збудували за кошти та зусилля селян.
До 1946 року парафія була греко-католицькою. Після заборони УГКЦ її ліквідували і приєднали до парафії сіл Велеснів і Залісся, які вже належали до московського православ'я.
До вересня 1960 року в храмі час від часу проводилися богослужіння, а потім його закрила державна влада. Проте жителі села таємно доглядали за святинею.
У 1987 році церква почала знову діяти у складі РПЦ, і одночасно розпочалися ремонтно-відновлювальні роботи, що завершилися у 1989 році.
З 1988 року парафія Дубенки знову стала самостійною. У квітні 1990 року громада разом з о. Йосафатом Станчаком повернулася в лоно УГКЦ.
При парафії діють такі братства та спільноти:
- Братство «Святої Великомучениці Варвари» (з 2011 року).
- Братство «Матері Божої, Покровительки Доброї Смерті» (з 2007 року).
- Вівтарна дружина (з 2002 року).

У приміщенні школи з благословення єпископа Іринея Білика облаштована молитовна капличка Христа-Учителя (2004). На території села також є каплиця Різдва Христового (1992), фігури Пресвятої Богородиці та пам'ятні хрести. У 2003 році громаді було передано у власність парафіяльний будинок.

## Парохи
- о. Григорій Миськів (1938—1942),
- о. Михаїл Галабурда (1942—1946),
- о. Йосафат Станчак (1990—1991),
- о. Ярослав Пилипів (1991—2002),
- о. Ігор Віхастий (з 2002).